# Neulovimye mstiteli
Neulovimye mstiteli (Неуловимые мстители) è un film del 1966 diretto da Ėdmond Gareginovič Keosajan.